# Мелли, Алессандро
Алессандро Мелли (итал. Alessandro Melli; род. 11 декабря 1969, Агридженто, Сицилия) — итальянский футболист, нападающий. По завершении игровой карьеры — спортивный функционер. В качестве игрока прежде всего известен по выступлениям за клуб «Парма», а также олимпийскую сборную Италии. Обладатель Кубка Италии. Обладатель Кубка кубков УЕФА. Двукратный обладатель Суперкубка УЕФА.

## Клубная карьера
Родился 11 декабря 1969 года в городе Агридженто. Воспитанник футбольной школы клуба «Парма». Взрослую футбольную карьеру начал в 1985 году в основной команде того же клуба, в которой провёл три сезона, приняв участие в 38 матчах чемпионата и забив 3 гола.
В течение 1988—1989 годов на условиях аренды защищал цвета команды клуба «Модена».
После завершения годичной аренды в 1989 году вернулся в «Парму». Сыграл за пармскую команду следующие пять сезонов своей игровой карьеры. Большую часть времени, проведённого в составе «Пармы», был основным игроком атакующей звена команды. За это время завоевал титул обладателя Кубка Италии, становился обладателем Кубка кубков УЕФА, обладателем Суперкубка УЕФА.
С 1994 по 2000 год играл в составе команд клубов «Сампдория», «Милан», «Парма» и «Перуджа». С «Миланом» добавил в перечень своих трофеев ещё один титул обладателя Суперкубка УЕФА.
Завершил профессиональную игровую карьеру в клубе «Анкона», за команду которого выступал на протяжении 2000—2001 годов.

## Выступления за сборные
В 1988 году дебютировал в составе юношеской сборной Италии.
В течение 1989—1992 годов привлекался в состав молодёжной сборной Италии. На молодёжном уровне сыграл в 19 официальных матчах и забил 3 гола.
В 1991 году получил свой первый вызов в сборную Италии. Дебютировать же в официальных матчах национальной команды Алессандро удалось лишь в 1993 году, в котором он провёл в форме главной команды страны свои единственные 2 официальных матча.
В 1992 году также защищал цвета олимпийской сборной Италии. В составе этой команды провёл 6 матчей и забил 5 голов. В составе этой сборной — участник футбольного турнира на Олимпийских играх 1992 года в Барселоне.

## Дальнейшая жизнь
В 2006 году вернулся в «Парму», в которой провёл основную часть игровой карьеры, став генеральным менеджером команды клуба.

## Титулы и достижения

### Командные
- Обладатель Кубка Италии (1):

«Парма»: 1991/92
- Обладатель Кубка Кубков УЕФА (1):

«Парма»: 1992/93
- Обладатель Суперкубка УЕФА (2):

«Парма»: 1993
«Милан»: 1995

### Личные
- Лучший бомбардир Кубка Италии (1):

1991/92 (5)